# Glicério (kommun)
Glicério är en kommun i Brasilien.   Den ligger i delstaten São Paulo, i den södra delen av landet, 700 km söder om huvudstaden Brasília. Antalet invånare är 4 577. Glicério ligger vid sjön Reservatório Nova Avanhandava.
Följande samhällen finns i Glicério:
- Glicério

Omgivningarna runt Glicério är en mosaik av jordbruksmark och naturlig växtlighet. Runt Glicério är det ganska tätbefolkat, med 72 invånare per kvadratkilometer.